# Kostel svatého Ondřeje (Krakov)
Kostel svatého Ondřeje (pol. Kościół świętego Andrzeja) je kostel v Krakově. Patří mezi nejstarší budovy v Polsku, které se dochovaly do dnešních dní. Podle polského kronikáře Jana Długosze byl jedinou budovou ve městě, která přestála tatarský nájezd v roce 1241. 
Kostel se nachází v centru města, v Grodzké ulici. Vznikl v románském slohu (později byl však jeho interiér barokně přestavěn) v druhé polovině 11. století; jeho výstavba byla zahájena roku 1079 a skončila zhruba o dvacet let později, v roce 1098. Odolal mnoha útokům, například velkému mongolskému vpádu do Evropy v první polovině 13. století. Od roku 1320 patří kostel Řádu svaté Kláry.